# تری مارک‌ول
تری مارک‌وِل (انگلیسی: Terry Markwell؛ زادهٔ ۱۹۵۳) بازیگر و مدل اهل ایالات متحده آمریکا است.
از فیلم‌ها یا مجموعه‌های تلویزیونی که وی در آن‌ها نقش داشته است، می‌توان به مأموریت: غیرممکن، موکل، قتل ۱۰۱ و مردی که نمی‌میرد اشاره نمود.